# Beatriz Galindo
Beatriz Galindo, detta la Latina (Salamanca, 1465 – Madrid, 23 novembre 1534), è stata una scrittrice, umanista e umanista spagnola, professoressa presso l'Università di Salamanca, probabilmente la prima donna al mondo a ricoprire tale incarico.

## Biografia

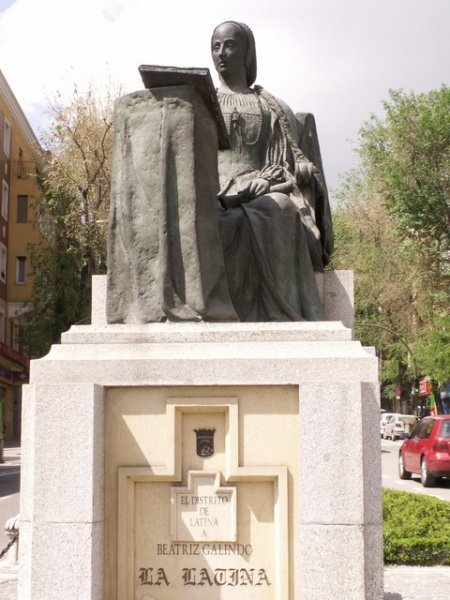
Monumento a Beatriz Galindo a Madrid.

Vi è incertezza sulla sua data di nascita, alcuni autori la indicano anche nel 1464 o 1474. Nata in una famiglia numerosa, era destinata al convento.
I suoi genitori vollero che imparasse il latino verso cui mostrò fin da piccola una grande versatilità. La sua fama di esperta latinista (Beatriz già a sedici anni conosceva perfettamente i classici), si diffuse prima a Salamanca e successivamente in tutto il regno. Divenne presto nota, per questa sua capacità, come la Latina. Era attratta particolarmente da Aristotele.
Nel 1486, quando stava per entrare in convento, fu chiamata dalla regina Isabella di Castiglia per insegnare ai suoi figli e in questa occasione divenne una delle migliori amiche della regina stessa.
Si sposò nel dicembre del 1491 con Francisco Ramírez di Madrid. Rimasta vedova con cinque figli, ebbe dai reali una dote di 500.000 maravedies.
Fu precettrice di Giovanna di Castiglia, la futura moglie di Filippo d'Asburgo detto il Bello.
Fondò l'ospedale della Santa Cruz di Madrid nel 1499.
Studiosa di teologia e di medicina, le si attribuiscono molte poesie in latino e alcuni commentari di Aristotele.

## Omaggi
- Le è stato dedicato un cratere di 24 km di diametro sul pianeta Venere.[1]

## Nella cultura di massa
- Beatriz Galindo compare nella serie televisiva Isabel del 2012, interpretata da Lydia Miranda.